# Молодіжний (Томський район)
Молоді́жний (рос. Молодёжный) — селище у складі Томського району Томської області, Росія. Входить до складу Малиновського сільського поселення.

## Населення
Населення — 1524 особи (2010; 1606 у 2002).
Національний склад (станом на 2002 рік):
- росіяни — 93 %